# Gymnothorax berndti
Gymnothorax berndti es una especie de pez de la familia de los morénidas en el orden de los Anguilliformes. Su nombre común es "Morena de Berndt".

## Morfología
Los machos pueden llegar a alcanzar los 100 cm de longitud total.

## Distribución geográfica
Se encuentra al oeste del Índico (Maldivas y Mauricio) y el Pacífico (desde Taiwán hasta Nueva Zelanda y las Hawái ).